# Wapen van Saint Vincent en de Grenadines

Het wapen van Saint Vincent en de Grenadines.

Het wapen van Saint Vincent en de Grenadines is gebaseerd op een schild dat tussen 1907 en 1979 werd gebruikt toen het land nog een kolonie was. Het huidige schild is sinds 1979 in gebruik.

## Beschrijving
Het bestaat uit een schild, omringd met goud, waarop op een groene ondergrond twee vrouwen in Romeinse kleding staan. Een van de vrouwen draagt een olijftak en de andere knielt voor een gouden altaar met in haar hand een schaal van gerechtigheid. Boven het schild bevindt zich een katoenplant. Onderaan staat het nationale motto in het Latijn: "Pax et Justitia" ("Vrede en Gerechtigheid").
Antigua en Barbuda · Aruba · Bahama's · Barbados · Belize · Canada · Costa Rica · Cuba · Curaçao · Dominica · Dominicaanse Republiek · El Salvador · Grenada · Guatemala · Haïti · Honduras · Jamaica · Mexico · Nicaragua · Panama · Saint Kitts en Nevis · Saint Lucia · Saint Vincent en de Grenadines · Sint Maarten · Trinidad en Tobago · Verenigde Staten
Afhankelijke gebieden

Amerikaanse Maagdeneilanden · Anguilla · Bermuda · Britse Maagdeneilanden · Groenland · Guadeloupe · Kaaimaneilanden · Martinique · Montserrat · Navassa · Puerto Rico · Saint-Pierre en Miquelon · Turks- en Caicoseilanden